# Akantostahis
Akantostahis (lat. Acanthostachys), manji biljni rod iz porodice tamjanikovki kojemu pripadaju tri vrste trajnica penjačica iz južnog Brazila, Argentine i Paragvaja.
Tipična vrsta je Acanthostachys strobilaceae, taj epifit je jedinstvena u svijetu bromelija zbog načina na koji se spušta dugim, tankim, okruglim, bodljikavim listovima, koji izlaze iz stolonifernog kaudeksa.

## Vrste
1. Acanthostachys calcicola Marcusso & Lombardi
2. Acanthostachys pitcairnioides (Mez) Rauh & Barthlott
3. Acanthostachys strobilacea (Schult. & Schult.f.) Klotzsch